# Ring (Algebra)
Ein Ring ist eine algebraische Struktur, in der, wie z. B. in den ganzen Zahlen {\displaystyle \mathbb {Z} }, Addition und Multiplikation definiert und miteinander bezüglich Klammersetzung verträglich sind. Die Ringtheorie ist ein Teilgebiet der Algebra, das sich mit den Eigenschaften von Ringen beschäftigt.

## Namensgebung
Das Konzept des Ringes geht auf Richard Dedekind zurück; die Bezeichnung Ring wurde allerdings von David Hilbert eingeführt. In speziellen Situationen ist neben der Bezeichnung Ring auch die Bezeichnung Bereich geläufig. So findet man in der Literatur eher den Begriff Integritätsbereich statt Integritätsring.

## Definitionen
Je nach Teilgebiet und Lehrbuch (und zum Teil je nach Kapitel) wird unter einem Ring etwas Unterschiedliches verstanden. Ebenfalls leicht abweichend sind dann die Definitionen von Morphismen sowie Unter- und Oberstrukturen. Mathematisch ausgedrückt handelt es sich bei diesen unterschiedlichen Ringbegriffen um unterschiedliche Kategorien.

### Ring
Ein Ring {\displaystyle (R,+,\,\cdot \,)} ist eine Menge {\displaystyle R} mit zwei zweistelligen Operationen {\displaystyle +} und {\displaystyle \cdot }, für die die folgenden Beziehungen, genannt Ringaxiome, gelten:
- {\displaystyle (R,+\,)} ist eine abelsche Gruppe unter der Addition {\displaystyle +}, deren neutrales Element als Nullelement des Rings {\displaystyle R} mit {\displaystyle 0} bezeichnet wird.
- {\displaystyle (R,\cdot \,)} ist eine Halbgruppe unter der Multiplikation {\displaystyle \cdot } . In der gängigen Schreibung bindet {\displaystyle \cdot } stärker als {\displaystyle +} und wird sehr häufig sogar weggelassen.
- Es gelten die Distributivgesetze

{\displaystyle a\cdot (b+c)=(a\cdot b)+(a\cdot c)=ab+ac}       (linke Distributivität)
und
{\displaystyle (a+b)\cdot c=(a\cdot c)+(b\cdot c)=ac+bc}       (rechte Distributivität)
für alle {\displaystyle a,b,c\in R} .
Ein Ring heißt kommutativ, falls er bezüglich der Multiplikation kommutativ ist, ansonsten spricht man von einem nicht-kommutativen Ring.

### Ring mit Eins
Hat die Halbgruppe {\displaystyle (R,\cdot )} ein (beidseitiges) neutrales Element {\displaystyle 1}, ist also ein Monoid, dann nennt man {\displaystyle (R,+,\cdot )} einen Ring mit Eins oder unitären Ring (seltener auch unitalen Ring). Ringe mit nur links- oder nur rechtsneutralem Element gelten in der Ringtheorie nicht als unitär.
Manche Autoren verstehen unter einem Ring grundsätzlich einen (kommutativen) Ring mit Eins und sprechen andernfalls von einem Pseudo-Ring, englisch auch rng (sic!) oder non-unital ring.
In der Kategorie der Ringe mit Eins muss die Eins auch bei Ringhomomorphismen erhalten bleiben.
Jeder Ring lässt sich in einen unitären Ring einbetten.

### Kommutativer Ring mit Eins
In der kommutativen Algebra werden Ringe als kommutative Ringe mit Eins definiert.

## Folgerungen
- Das neutrale Element {\displaystyle 0} der Addition ist absorbierendes Element der Multiplikation:

|  | {\displaystyle 0\cdot a} | {\displaystyle =(0+0)\cdot a}          | (0 als neutrales Element der Addition) |
|  |                          | {\displaystyle =(0\cdot a)+(0\cdot a)} | (rechte Distributivität)               |
|  |                          | {\displaystyle =0}                     | (Eindeutigkeit des neutralen Elements) |

Gespiegelt:
{\displaystyle a\cdot 0=0}.
- Fällt das neutrale Element der Multiplikation mit dem der Addition zusammen, dann besteht der Ring nur aus einem einzigen Element. Ein solcher Ring wird „Nullring“ genannt. Er ist ein kommutativer Ring mit Eins.
- Ein vor das Element gestelltes "{\textstyle -}" kennzeichne das inverse Element bezüglich der Addition (bei dieser Verwendung wird das Zeichen als unäres Minus bezeichnet). Für alle {\displaystyle a,b\in R} gilt aufgrund des Distributivgesetzes:

{\displaystyle a\cdot b+a\cdot (-b)=a\cdot (b+(-b))=a\cdot 0=0}.
Aus der Definition des inversen Elements folgt damit
{\displaystyle a\cdot (-b)=-(a\cdot b)=(-a)\cdot b}
sowie „Minus mal Minus ergibt Plus“:
{\displaystyle (-a)\cdot (-b)=a\cdot b}.
- Die Addition eines additiven Inversen {\displaystyle -b} zu einem Ringelement {\displaystyle a} wird als Subtraktion bezeichnet. Das Operationszeichen dafür ist das binäre Minuszeichen:

{\displaystyle a-b:=a+(-b)}.
- Die Distributivgesetze gelten auch für die Subtraktion:

{\displaystyle a\cdot (b-c)=(a\cdot b)-(a\cdot c)},
{\displaystyle (a-b)\cdot c=(a\cdot c)-(b\cdot c)}.

## Unter- und Oberstrukturen

### Unter- und Oberring
Eine Untermenge {\displaystyle U} eines Ringes {\displaystyle R} heißt Unterring (oder Teilring) von {\displaystyle R}, wenn {\displaystyle U} zusammen mit den beiden auf {\displaystyle U} eingeschränkten Verknüpfungen von {\displaystyle R} wieder ein Ring ist. {\displaystyle U} ist genau dann ein Unterring von {\displaystyle R}, wenn {\displaystyle U} eine Untergruppe bezüglich der Addition ist und {\displaystyle U} abgeschlossen bzgl. der Multiplikation ist, d. h.
{\displaystyle x\cdot y\in U}, wenn {\displaystyle x\in U} und {\displaystyle y\in U}.
Auch wenn {\displaystyle R} ein Ring mit Eins ist, so muss die Eins nicht notwendigerweise in {\displaystyle U} enthalten sein. {\displaystyle U} kann auch ein Ring ohne Eins sein – etwa {\displaystyle 2\mathbb {Z} \subseteq \mathbb {Z} } – oder eine andere Eins haben. In der Kategorie der Ringe mit Eins wird von einem Unterring verlangt, dass er dasselbe Einselement enthält (dafür ist es zwar notwendig, aber nicht immer hinreichend, dass der Unterring ein auf diesen bezogen multiplikativ neutrales Element enthält).
Der Durchschnitt von Unterringen ist wieder ein Unterring, und der von {\displaystyle A\subseteq R} erzeugte Unterring wird definiert als der Durchschnitt aller {\displaystyle A} umfassenden Unterringe von {\displaystyle R}.
Ein Ring {\displaystyle S} heißt Oberring oder Erweiterung eines Ringes {\displaystyle R}, wenn {\displaystyle R} ein Unterring von {\displaystyle S} ist. Es ist auch üblich von einer Ringerweiterung zu sprechen, wenn man einen Ring mit einem Oberring betrachtet. Dies ist analog zum Begriff der Körpererweiterung.
Beispiel 1
Jeder Ring kann in einen Ring mit Einselement eingebettet werden.
Beispiel 2
Folgende Ringerweiterung findet sich in E. Sernesi: Deformations of algebraic schemes:

Sei {\displaystyle R} ein kommutativer Ring, {\displaystyle M} ein {\displaystyle R}-Modul und {\displaystyle S=R\oplus M} die direkte Summe der abelschen Gruppen. Eine Multiplikation auf {\displaystyle S} sei definiert durch
{\displaystyle (a,x)\cdot (b,y)=(ab,ay+bx).}
(Die Identifikation von {\displaystyle (a,x)} mit {\displaystyle a+\varepsilon x} mit einem {\displaystyle \varepsilon }, für das {\displaystyle \varepsilon ^{2}=0} ist, und Ausrechnen von {\displaystyle (a+\varepsilon x)(b+\varepsilon y)} ergibt die genannte Formel.) {\displaystyle S} erweist sich als Ring. Man hat die exakte Sequenz
{\displaystyle 0\to M\to S{\overset {p}{{}\to {}}}R\to 0}
mit der Projektion {\displaystyle p}. Somit ist {\displaystyle S} eine Erweiterung von {\displaystyle R} um {\displaystyle M}. Eine andere bemerkenswerte Eigenschaft dieser Konstruktion ist, dass der Modul {\displaystyle M} zum Ideal eines neuen Ringes {\displaystyle S} wird. Nagata nennt diesen Vorgang Prinzip der Idealisierung.

### Ideal
Zu einem Ring {\displaystyle R} heißt eine Teilmenge {\displaystyle I} von {\displaystyle R} Linksideal (bzw. Rechtsideal), wenn gilt:
- {\displaystyle I} ist eine Untergruppe von {\displaystyle (R,+)}.
- Für alle {\displaystyle a\in I} und {\displaystyle x\in R} ist ebenfalls {\displaystyle x\cdot a\in I} (bzw. {\displaystyle a\cdot x\in I}).

Ist {\displaystyle I} sowohl Links- als auch Rechtsideal, so heißt {\displaystyle I} zweiseitiges Ideal oder auch nur Ideal.
Enthält in einem Ring mit Eins ein (Links-, Rechts-)Ideal die Eins, so umfasst es ganz {\displaystyle R}. Da {\displaystyle R} auch ein Ideal ist, ist {\displaystyle R} das einzige (Links-, Rechts-)Ideal, das die Eins enthält. {\displaystyle R} und {\displaystyle \lbrace 0\rbrace } sind die sogenannten trivialen Ideale.
Eingeschränkt auf die Teilmengen von {\displaystyle R} ist der Begriff Ideal mit dem Begriff {\displaystyle R}-Modul synonym, also auch Linksideal mit {\displaystyle R}-Linksmodul usw.
Jedes Ideal {\displaystyle I} von {\displaystyle R} ist auch ein Unterring von {\displaystyle R}, ggf. ohne Eins. In der Kategorie der Ringe mit 1 gilt {\displaystyle I} dann nicht als Unterring.

### Faktorring
Ist {\displaystyle I} ein Ideal in einem Ring {\displaystyle R}, dann kann man die Menge der Nebenklassen
{\displaystyle R/I:=\{x+I\mid x\in R\}}
bilden. Die Verknüpfung {\displaystyle +} lässt sich wegen ihrer Kommutativität immer auf {\displaystyle R/I} fortsetzen; die Verknüpfung {\displaystyle \cdot } jedoch nur, wenn {\displaystyle I} ein zweiseitiges Ideal in {\displaystyle R} ist. Ist dies der Fall, dann ist {\displaystyle R/I} mit den induzierten Verknüpfungen ein Ring. Er wird Faktorring {\displaystyle R/I} genannt – gesprochen: {\displaystyle R} modulo {\displaystyle I}.
Der Ringhomomorphismus
{\displaystyle \varphi \colon R\to R/I},
der einem Element {\displaystyle x} seine Nebenklasse {\displaystyle x+I=:{\bar {x}}} zuordnet, hat {\displaystyle I} zum Kern.

### Grundring
In einem Ring {\displaystyle R} mit Eins wird der von {\displaystyle 1} erzeugte Unterring als der Grundring bezeichnet. Hat dieser endliche Mächtigkeit {\displaystyle k,} so ist {\displaystyle k} die Charakteristik von {\displaystyle R,} abgekürzt: {\displaystyle \operatorname {char} (R)=k,} und man sagt, {\displaystyle R} habe positive Charakteristik. Andernfalls wird {\displaystyle \operatorname {char} (R)=0} gesetzt. Damit ist im endlichen wie unendlichen Fall der unitäre Ringhomomorphismus
{\displaystyle {\begin{array}{llll}\mathbb {Z} /\left(\operatorname {char} (R)\,\mathbb {Z} \right)&\to &R\\{\bar {n}}&\mapsto &n\cdot 1=1\cdot n\end{array}}}
injektiv.
Der Grundring ist das Bild {\displaystyle {\bar {\mathbb {Z} }},} und jedes seiner Elemente ist mit jedem Ringelement vertauschbar. Außerdem ist für jedes Ringelement {\displaystyle a\in R}
{\displaystyle (-1)\cdot a=a\cdot (-1)=-a}
das additive Inverse von {\displaystyle a.}

### Polynomring
Ist {\displaystyle R} ein kommutativer Ring mit Eins, so kann der Polynomring {\displaystyle R[X]} gebildet werden. Dieser besteht aus Polynomen mit Koeffizienten aus {\displaystyle R} und der Variablen {\displaystyle X} zusammen mit der üblichen Addition und Multiplikation für Polynome. Eigenschaften von {\displaystyle R} übertragen sich zum Teil auf den Polynomring. Ist {\displaystyle R} nullteilerfrei, faktoriell oder noethersch, so trifft dies auch auf {\displaystyle R[X]} zu.

### Matrizenring
Ist {\displaystyle R} ein Ring mit Eins, so kann zu gegebenem {\displaystyle n\in \mathbb {N} } der Matrizenring {\displaystyle R^{n\times n}} gebildet werden. Dieser besteht aus den quadratischen Matrizen mit Einträgen aus {\displaystyle R} mit der üblichen Addition und Multiplikation für Matrizen. Der Matrizenring ist wiederum ein Ring mit Eins. Jedoch ist der Matrizenring für {\displaystyle n>1} weder kommutativ noch nullteilerfrei, selbst wenn {\displaystyle R} diese Eigenschaften hat.

### Direktes Produkt
Sind {\displaystyle R} und {\displaystyle S} Ringe, dann kann das Mengenprodukt {\displaystyle R\times S} auf natürliche Weise mit einer Ringstruktur ausgestattet werden:
- {\displaystyle (r_{1},s_{1})+(r_{2},s_{2}):=(r_{1}+r_{2},s_{1}+s_{2})}
- {\displaystyle (r_{1},s_{1})\cdot (r_{2},s_{2})\;\;:=(r_{1}\cdot r_{2},s_{1}\cdot s_{2})}

Denn die Gültigkeit des Distributivgesetzes in jeder Komponente überträgt sich unmittelbar auf das Mengenprodukt.
Sind beide Ringe {\displaystyle R} und {\displaystyle S} unitär, dann ist auch {\displaystyle R\times S} unitär mit {\displaystyle (1_{R},1_{S})} als dem Einselement.
Dieselbe Konstruktion ist möglich mit einer beliebigen Familie von Ringen: Sind {\displaystyle (R_{i})_{i\in I}} Ringe über einer Indexmenge {\displaystyle I}, dann ist {\displaystyle \prod _{i\in I}R_{i}} ein Ring, genannt das direkte Produkt der {\displaystyle R_{i}.} Ein Unterring des direkten Produkts ist die direkte Summe, bei der nur endlich viele Komponenten von 0 verschieden sind.

## Homomorphismus

### Ringhomomorphismus
Für zwei Ringe {\displaystyle R} und {\displaystyle S} heißt eine Abbildung
{\displaystyle \varphi \colon R\to S}
Ringhomomorphismus (kurz Homomorphismus), falls für alle {\displaystyle x,y\in R} gilt:
{\displaystyle \varphi (x+y)=\varphi (x)+\varphi (y)}       und
{\displaystyle \varphi (x\cdot y)\;\;=\varphi (x)\cdot \varphi (y).}
Der Kern {\displaystyle \operatorname {ker} \varphi :=\lbrace x\in R\mid \varphi (x)=0\rbrace } des Ringhomomorphismus {\displaystyle \varphi } ist ein zweiseitiges Ideal in {\displaystyle R}.
Ein Morphismus {\displaystyle \varphi } von Ringen mit Eins muss außerdem noch die Bedingung erfüllen, dass das Einselement auf das Einselement abgebildet wird:
{\displaystyle \varphi (1_{R})=1_{S}}

### Isomorphismus
Ein Isomorphismus ist ein bijektiver Homomorphismus.
Die Ringe {\displaystyle R} und {\displaystyle S} heißen isomorph, wenn es einen Isomorphismus von {\displaystyle R} nach {\displaystyle S} gibt. In diesem Fall ist auch die Umkehrabbildung ein Isomorphismus; die Ringe haben dann dieselbe Struktur.

### Beispiel
Ausgestattet mit der komponentenweisen Addition und Multiplikation ist das direkte Produkt {\displaystyle \mathbb {Z} \times \mathbb {Z} } ein Ring. Dann ist mit {\displaystyle r,s\in \mathbb {Z} } die Abbildung
{\displaystyle {\begin{array}{llll}&\mathbb {Z} &\to &\mathbb {Z} \times \mathbb {Z} \\&z&\mapsto &(rz,sz)\end{array}}}
ein Homomorphismus von Ringen; ein Homomorphismus von Ringen mit Eins aber nur, wenn {\displaystyle (r,s)=(1,1).}

## Spezielle Elemente in einem Ring

### Teiler und Nullteiler
Von zwei Elementen {\displaystyle a,b\in R} heißt {\displaystyle a} linker Teiler (Linksteiler) von {\displaystyle b}, falls ein {\displaystyle x\in R} mit {\displaystyle b=a\cdot x} existiert. Dann ist auch {\displaystyle b} rechtes Vielfaches von {\displaystyle a}. Entsprechend definiert man rechten Teiler (Rechtsteiler) und linkes Vielfaches.
In kommutativen Ringen ist ein linker Teiler auch ein rechter und umgekehrt. Man schreibt hier auch {\displaystyle a\mid b}, falls {\displaystyle a} ein Teiler von {\displaystyle b} ist.
Alle Elemente von {\displaystyle R} sind (Rechts- bzw. Links-) Teiler der Null. Der Begriff des (Rechts- bzw. Links-) Nullteilers hat eine andere Definition. Wenn {\displaystyle 0} nach dieser als Nullteiler zählt, gilt der Satz: Ein Element ist genau dann (Rechts- bzw. Links-) Nullteiler, wenn es nicht (rechts- bzw. links-) kürzbar ist.

### Invertierbarkeit, Einheit
Existiert in einem Ring {\displaystyle R} mit Eins zu einem Element {\displaystyle u} ein Element {\displaystyle x}, so dass {\displaystyle xu=1} (bzw. {\displaystyle ux=1}) gilt, so nennt man {\displaystyle x} ein Linksinverses (bzw. Rechtsinverses) von {\displaystyle u}. Besitzt {\displaystyle u} sowohl Links- als auch Rechtsinverses, so nennt man {\displaystyle u} invertierbar oder Einheit des Ringes. Die Menge der Einheiten eines Ringes {\displaystyle R} mit Eins wird gewöhnlich mit {\displaystyle R^{*}} oder {\displaystyle R^{\times }} bezeichnet. {\displaystyle R^{*}} bildet bezüglich der Ringmultiplikation eine Gruppe – die Einheitengruppe des Ringes. Ist {\displaystyle R^{*}=R\backslash \left\{0\right\}}, so ist {\displaystyle R} ein Schiefkörper, ist {\displaystyle R} darüber hinaus kommutativ, so ist {\displaystyle R} ein Körper.
In kommutativen Ringen mit Eins (insbesondere Integritätsringen) werden die Einheiten oft als diejenigen Elemente definiert, die die Eins teilen. Dies ist in diesem Fall zur obigen Definition äquivalent, da {\displaystyle u} genau dann die Eins teilt, wenn es ein {\displaystyle x} gibt mit {\displaystyle xu=ux=1}.

### Assoziierte Elemente
Zwei Elemente {\displaystyle a} und {\displaystyle b} sind genau dann rechts assoziiert, wenn es eine Rechtseinheit {\displaystyle u} gibt, sodass {\displaystyle au=b}. Links assoziiert bei {\displaystyle ua=b} mit einer Linkseinheit {\displaystyle u}.
Wenn in einem kommutativen Ring mit Eins die Elemente {\displaystyle a,b} in der Beziehung {\displaystyle a\mid b} und {\displaystyle b\mid a} stehen, dann sind {\displaystyle a} und {\displaystyle b} zueinander assoziiert. Die Seitigkeit (links, rechts) kann also weggelassen werden.
Assoziiertheit ist eine Äquivalenzrelation.

### Irreduzibilität
Ein von 0 verschiedenes Element {\displaystyle q} heißt irreduzibel, wenn es weder Linkseinheit noch Rechtseinheit ist und es keine Nicht-Linkseinheit {\displaystyle a} und keine Nicht-Rechtseinheit {\displaystyle b} mit {\displaystyle q=ab} gibt, wenn also aus der Gleichung folgt, dass {\displaystyle a} Linkseinheit oder {\displaystyle b} Rechtseinheit ist.
In einem kommutativen Ring genügt es zu fordern, dass {\displaystyle q} von 0 verschieden ist, keine Einheit ist und aus {\displaystyle q=ab} folgt, dass {\displaystyle a} oder {\displaystyle b} eine Einheit ist.

### Primelement
Für kommutative unitäre Ringe definiert man: Ein Element {\displaystyle p} heißt prim oder Primelement, wenn es keine Einheit und ungleich 0 ist und aus {\displaystyle p\mid ab} folgt {\displaystyle p\mid a} oder {\displaystyle p\mid b} (siehe auch Hauptartikel: Primelement).
In einem nullteilerfreien Ring ist jedes Primelement irreduzibel. In einem faktoriellen Ring ist umgekehrt auch jedes irreduzible Element ein Primelement.

## Spezialfälle

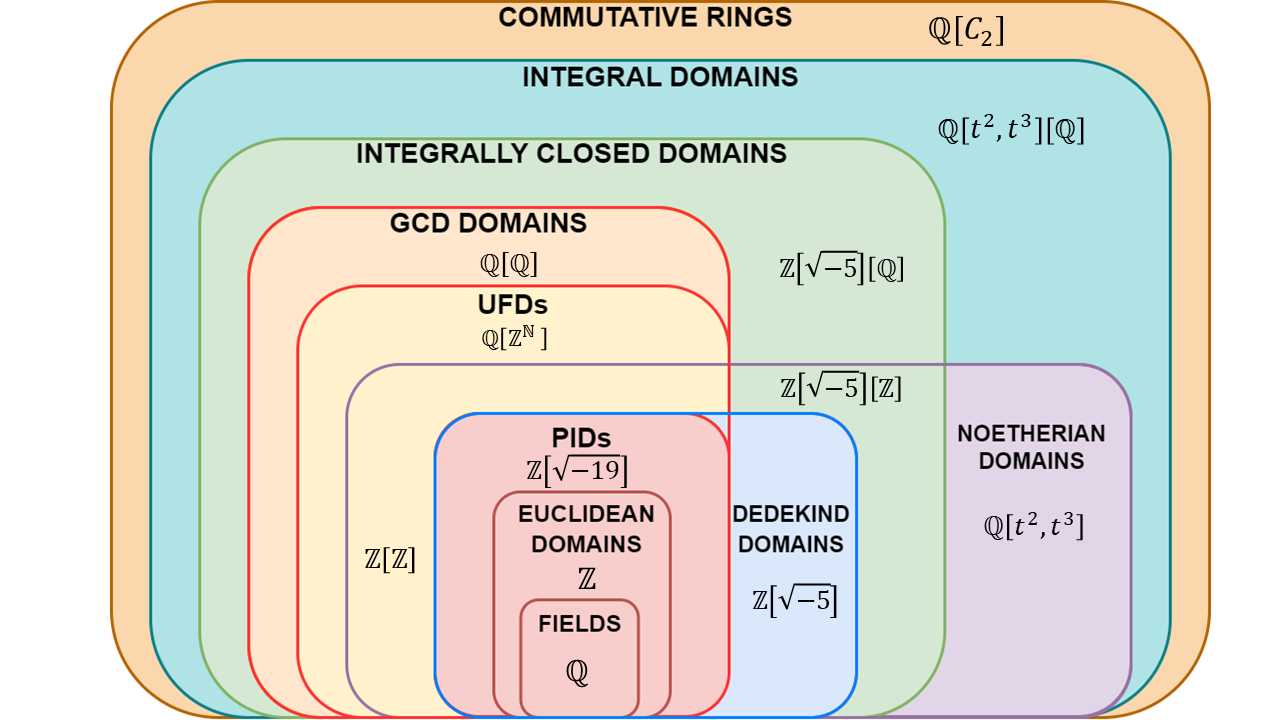
Hierarchie ausgewählter Klassen von Ringen (mit Eins) und Beispiele. Ringe mit Gruppen in eckigen Klammern bezeichnen hierbei Gruppenringe.

Körper
Ein Körper ist ein kommutativer Ring mit Eins, bei dem {\displaystyle (R\setminus \left\{0\right\},\cdot )} eine Gruppe ist, also zu jedem von Null verschiedenen Element ein multiplikatives Inverses existiert.
Einfacher Ring
Ein Ring {\displaystyle R}, der nicht der Nullring ist, wird einfach genannt, wenn die trivialen Ideale {\displaystyle R} und {\displaystyle \{0\}} die einzigen zweiseitigen Ideale sind. Ein kommutativer einfacher Ring mit Eins ist ein Körper.
Idempotenter Ring
Ein idempotenter Ring ist ein Ring, in dem zusätzlich das Idempotenzgesetz {\displaystyle a\cdot a=a} für alle Elemente erfüllt ist. Jeder idempotente Ring ist kommutativ.
Boolescher Ring
Ein Boolescher Ring ist ein idempotenter Ring mit Eins.
Lokaler Ring
Ein lokaler Ring ist ein Ring, in dem es genau ein maximales Linksideal (oder Rechtsideal) gibt. Nicht wenige Autoren verlangen, dass ein lokaler, kommutativer Ring zusätzlich noethersch sein muss und nennen einen nichtnoetherschen Ring mit genau einem maximalen Ideal einen quasi-lokalen Ring. In der Wikipedia lassen wir diese Zusatzforderung weg und sprechen ggf. explizit von noetherschen lokalen Ringen.
Integritätsring
Ein Integritätsring oder Integritätsbereich ist ein nullteilerfreier, kommutativer Ring mit einer Eins, die verschieden ist von der Null. Jeder endliche Integritätsring ist ein Körper. Jedem Integritätsring lässt sich ein Körper zuordnen, der Quotientenkörper des Integritätsrings.
Faktorieller Ring, ZPE-Ring
Ein faktorieller Ring oder ZPE-Ring ist ein Integritätsring, in dem alle Elemente außer der Null eine im Wesentlichen eindeutige Zerlegung in Primfaktoren besitzen.
Hauptidealring
Ein Hauptidealring ist ein Integritätsring, in dem jedes Ideal ein Hauptideal ist. Jeder Hauptidealring ist ein ZPE-Ring.
Euklidischer Ring
In einem euklidischen Ring gibt es eine Division mit Rest. Dadurch kann der größte gemeinsame Teiler zweier Elemente mit Hilfe des euklidischen Algorithmus berechnet werden. Jeder euklidische Ring ist ein Hauptidealring.
Noetherscher Ring
In einem kommutativen noetherschen Ring sind alle Ideale endlich erzeugt.
ggT-Ring
Ein Integritätsring, in dem je zwei Elemente eine einen größten gemeinsamen Teiler im Ring besitzen, heißt ggT-Ring. Dies ist genau dann der Fall, wenn je zwei Elemente ein kleinstes gemeinsames Vielfaches im Ring besitzen.
Dedekindring
Ein Dedekindring ist ein Integritätsring, in dem jedes Ideal ein (eindeutiges) Produkt von Primidealen ist. Dies ist genau dann der Fall, wenn der Ring ein noetherscher, normaler Ring ist, in dem jedes vom Nullideal verschiedene Primideal maximal ist.

## Beispiele
- Der Nullring, der nur aus einem Element besteht, ist ein kommutativer Ring mit Eins ({\displaystyle 1=0}).
- Die ganzen Zahlen {\displaystyle (\mathbb {Z} ,+,\cdot )} mit der üblichen Addition und Multiplikation bilden einen euklidischen Ring.
- Die gaußschen Zahlen {\displaystyle (\mathbb {Z} [\mathrm {i} ],+,\cdot )} als Verallgemeinerung der ganzen Zahlen bilden einen euklidischen Ring und insbesondere einen faktoriellen Ring, den Gaußschen Zahlring[6].
- Die Hurwitzquaternionen {\displaystyle H} bilden einen nicht kommutativen, euklidischen Ring.
- Die rationalen Zahlen {\displaystyle (\mathbb {Q} ,+,\cdot )} mit der üblichen Addition und Multiplikation bilden einen Körper.
- Der Ring der geraden Zahlen {\displaystyle 2\mathbb {Z} } ist ein kommutativer Ring ohne Eins.
- Polynomringe {\displaystyle K[X]} über einem Körper {\displaystyle K} sind euklidische Ringe.
- Ist {\displaystyle R} ein Ring mit Eins, dann ist der Matrizenring {\displaystyle R^{n\times n}} für {\displaystyle n>1} ein (nicht-kommutativer) Ring mit Eins, welche durch die Einheitsmatrix dargestellt wird.
- Faktorringe liefern Beispiele für Ringe, die nicht nullteilerfrei sind. Genauer gilt für einen kommutativen Ring mit Eins, dass {\displaystyle R/I} genau dann ein Integritätsring ist, wenn {\displaystyle I\subseteq R} ein Primideal ist.
- Die Menge {\displaystyle (\mathbb {N} ,+,\cdot )} der natürlichen Zahlen mit der üblichen Addition und Multiplikation bildet keinen Ring, da die Addition über den natürlichen Zahlen nicht invertierbar ist.

## Verallgemeinerungen
Halbring
Bei einem Halbring ist {\displaystyle \left(H,+\right)} keine abelsche Gruppe, sondern nur eine Halbgruppe, die auch oft (je nach Definition) kommutativ und/oder ein Monoid {\displaystyle \left(H,+,0\right)} sein soll, für den nicht {\displaystyle a\cdot 0=0\cdot a=0} für alle {\displaystyle a\in R} gelten muss (die Definitionen sind nicht einheitlich).
Fastring
Bei einem Fastring wird nur eines der beiden Distributivgesetze gefordert und die Addition muss nicht kommutativ sein.
Alternativring
Bei den alternativen Ringen wird auf die Assoziativität der Multiplikation verzichtet und nur die Alternativität gefordert. Das bekannteste Beispiel sind die Oktonionen, die sogar ein Alternativkörper sind.